# Elena Kitić
Elena Kitić (Hannover, 11. kolovoza 1997.)  srbijanska je pjevačica i tekstopisac. Rođena u Hannoveru, kći je bosanskih srpskih pjevača Mile Kitića i Marte Savić.
Elena je debitirala s pjesmom „Better Days”, objavljenom u listopadu 2014. na srpskom MTV-u.
U srpnju 2016. Kitić je stekla popularnost izdavanjem pjesme „Folire” u kojoj gostuje Jala Brat, koji je kasnije postao njen čest suradnik. Također je radila s Rastom na singlu „Geto princeza” (2018). Njen prvi nastup uživo bio je na nastupu Jala Brata i Bube Corellija u Tašmajdan centru u Beogradu, u lipnju 2018. 
Njezin singl s Voyageom iz 2022., London, bio je na vrhu Billboardove hrvatske ljestvice pjesama.
Elena je dobila nagradu za najbolji glazbeni video stil na beogradskom streetwear festivalu Sneakerville u prosincu 2020. 
„Déjà Vu” je debitantski studijski album Elene Kitić. Objavljen je 7. ožujka 2025.

## Diskografija

### Albumi
- „Déjà Vu” (2025.)